# United Online
United Online ist ein US-amerikanisches Internet-Unternehmen mit Sitz in Woodland Hills (Stadtteil von Los Angeles). Es war ab September 2001 an der Börse NASDAQ notiert.

## Struktur
Die Aktivitäten von United Online sind gegliedert in drei Hauptgeschäftsbereiche:
- Classmates Media: Hierzu zählt insbesondere die Tochtergesellschaft Classmates Online, Inc., welche die Social networking-Website Classmates.com betreibt, die über weitere Untergesellschaften auch in Deutschland unter dem Namen StayFriends.de (StayFriends GmbH), in Österreich unter StayFriends.at, in Schweden unter StayFriends.se (Klassträffen Sweden AB) und in Frankreich unter der Bezeichnung Trombi angeboten wird. Diese Sites haben zusammen über 50 Millionen registrierte Accounts, darunter 3,2 Millionen Bezahlaccounts (Stand Ende 2007), Classmates.com ist in den USA und Kanada marktführend. Des Weiteren gehört zu diesem Geschäftsbereich eine weitere Social-networking-Website, The Names Database (mit Stand Ende Juli 2007 über 33 Millionen Benutzer), und das auf Internetnutzung basierende Kundenbindungs-Bonuskartensystem MyPoints.com.
- Communications: Umfasst über die Tochtergesellschaft United Online Web Services die Internetzugangs- bzw. Webmail-Anbieter NetZero, Juno, 50megs.com, BlueLight Internet Services, freeservers, BizHosting.com, GlobalServers und MySite.com. Photosite ist eine Amateurfoto-Webhostingsite. Eine weitere Tochtergesellschaft, CyberTarget, betreibt „Echtzeit-Online-Marktforschung“. Die mit NetZero zum Konzern gekommene frühe Suchmaschine Simpli existiert nicht mehr; deren Technologie wird heute in Google Adsense eingesetzt. Das auf eine jugendliche Zielgruppe ausgerichtete Online-Bezahlungssystem RocketCash gehört ebenfalls nicht mehr zum Unternehmen.
- E-Commerce and Retail (elektronischer und klassischer Handel): dieser jüngste Bereich besteht aus der FTD Group (Florists' Transworld Delivery), dem Mutterunternehmen des weltweit größten Blumenvermittlungsservices Interflora, Inc., dessen kontinentaleuropäische Tochtergesellschaft Fleurop ist.

United Online hat außer dem Hauptsitz Niederlassungen in New York City, Fort Lee (New Jersey), Renton (Washington), San Francisco, Schaumburg (Illinois), Erlangen (Deutschland), sowie ein Offshore-Entwicklungszentrum (Juno Online Services Development Pvt. Ltd) in Hyderabad (Indien). Chairman, Präsident und CEO ist Mark R. Goldston.
Die Unternehmensgruppe erzielte 2007 (Stichtag 31. Dezember) ein EBITDA von 148,219 Millionen US-Dollar, davon der Geschäftsbereich Communications 113,013 Millionen. Die Gruppe beschäftigte 2007 rund 900 Mitarbeiter.

## Geschichte
Das Unternehmen entstand im Juni 2001 aus der Fusion der Internetdienstanbieter NetZero und Juno Online Services. Der Börsengang erfolgte noch im selben Jahr. Im November 2002 übernahm United Online den Internetzugangs- und E-Mailservice-Anbieter Bluelight.com von der Handelskette Kmart. Im April 2004 wurde das Webhosting-Geschäft von About.com erworben. Im August 2004 verlegte das Unternehmen seinen ursprünglichen Sitz von Westlake Village nach Woodland Hills. Im November 2004 wurde Classmates.com aufgekauft, im März 2005 übernahm United Online die Amateurfoto-Webhostingsite Photosite von Homestead Technologies, im März 2006 The Names Database, im April 2006 für 56 Millionen US-Dollar MyPoints (letztere 1997 von United Airlines gegründet). Die vollständige Übernahme der FTD Group wurde im April 2008 begonnen und im August 2008 abgeschlossen. Zum 1. Juli 2016 wurde United Online von B. Riley Financial, Inc. übernommen. Das  Unternehmen wurde daraufhin von der Börse genommen.